# جيمس فان ألستين
جيمس فـان ألستين (بالإنجليزية: James Van Alstyne)‏ هو لاعب بوكر أمريكي، ولد في 1966 في كولومبوس في الولايات المتحدة.